# Tartarí de Tarascó
Tartarí de Tarascó (en francès i occitan Tartarin de Tarascon) és un personatge fictici protagonista de la novel·la Les aventures prodigioses de Tartarí de Tarascó (en francès Les aventures prodigieuses de Tartarin de Tarascon) del 1872 d'Alphonse Daudet.

## Història
Tartarí viu al petit poble francès de Tarascó. En aquest lloc, és president de l'associació de caça local i molt admirat per tots els seus veïns.
Un dia es desplaça a Àfrica per caçar un lleó. En el viatge coneix a un suposat príncep de Montenegro, que en realitat és un estafador que espera enredar-lo. Adquireix un camell per buscar al lleó i caçar-lo. En el transcurs del seu viatge salva uns bandits en una diligència. Finalment, caçarà un lleó. Encara que es trobarà que era un animal cec i mansoi que un parell de captaires usaven per guanyar-se la vida exhibint-lo, per la qual cosa és linxat. No obstant això, pot aconseguir la pell de l'animal i demostrar als seus veïns que va caçar un gran lleó.